# جان-ميشيل برتراند
جان-ميشيل برتراند هو سياسي فرنسي، ولد في 6 يونيو 1943 في باكارات، ميرث إي موزيل في فرنسا، وتوفي في 19 فبراير 2008 في الدائرة العاشرة في باريس في فرنسا. نشط حزبياً في الاتحاد من أجل حركة شعبية والتجمع من أجل الجمهورية. وقد انتخب المستشار الإقليمي لرون ألب ‏ (1995 – ) وانتخب mayor of Bourg-en-Bresse ‏ (2001 – 2008) وانتخب نائب فرنسي عن دائرة Ain's 1st constituency ‏ خلال فترته النيابية ‏ (19 يونيو 2002 – 19 يونيو 2007).